# S.P.D. AmiterninaScoppito
SPD AmiterninaScoppito (thường được gọi đơn giản là Amiternina) là một câu lạc bộ bóng đá Ý, có trụ sở tại Scoppito, Abruzzo.

## Lịch sử

### Nền tảng
Câu lạc bộ được thành lập vào năm 1972 với tên là Socà Polisportiva Scoppito.

### Serie D
Trong mùa giải 2011-12 đã được thăng hạng lần đầu tiên, từ Eccellenza Abruzzo đến Serie D.

### Sáp nhập
Vào mùa hè 2013 SPD Amitermina sáp nhập với SPD Scoppito, một đội khác từ cùng thành phố, để thành lập một đội gọi là SPD AmiterninaScoppito.

## Màu sắc và huy hiệu
Màu sắc của đội là vàng và đỏ.